# Tradwife
Uma tradwife (plural: tradwives; neologismo em inglês para esposa tradicional ou dona de casa tradicional) é uma mulher que acredita e pratica os papéis de gênero e os casamentos tradicionais. Algumas podem optar por assumir o papel de donas de casa dentro do casamento, e outras abandonam suas carreiras para se concentrar em atender às necessidades da família em casa.
A estética tradicional da dona de casa se espalhou pela internet, em parte por meio das mídias sociais, com mulheres exaltando as virtudes de ser uma esposa tradicional.

## Estética tradwife

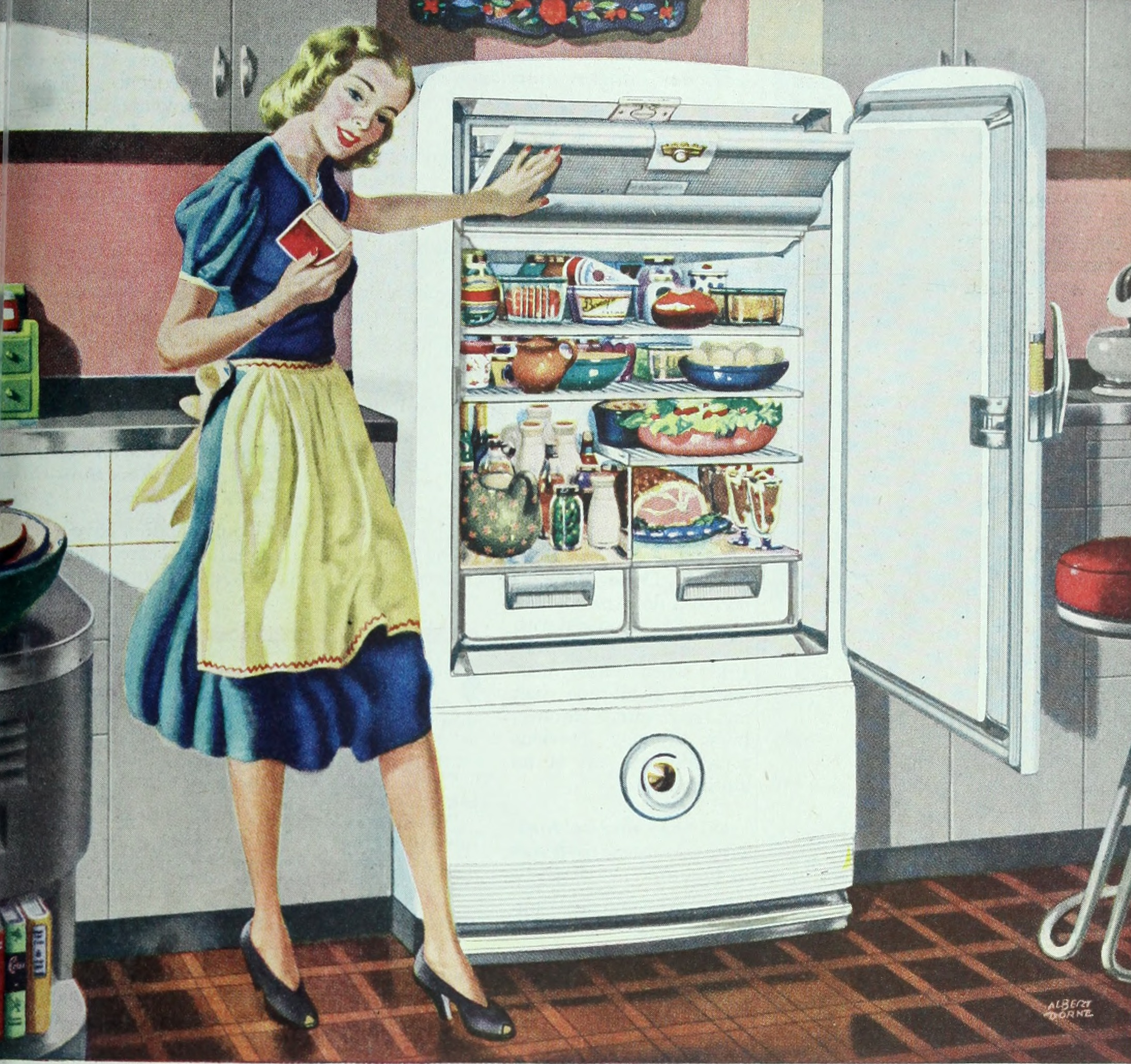
Um anúncio da geladeira Frigidaire no The Ladies' Home Journal representa o estilo de vida idealizado por muitas esposas tradicionais.

A subcultura das tradwives baseia-se na defesa de valores tradicionais e, em particular, de uma visão "tradicional" das esposas como mães e donas de casa.
As tradwives são demograficamente diversas e podem ter uma variedade de inspirações culturais. As influências na tendência variam da cultura norte-americana da década de 1950, valores religiosos cristãos, política conservadora, feminismo de escolha e neopaganismo.
Um aspecto fundamental de aparentar ser uma tradwife é recuperar — ou ao menos parecer recuperar — algum tempo de lazer, já que as mulheres, e especialmente as mães, que trabalham fora, muitas vezes têm uma dupla jornada.

### Escolhas do consumidor
A estética tradwife tende a glamourizar uma estética retrô dos subúrbios brancos dos anos 1950. Ela pode usar vestido, avental e salto-alto.
Sua casa pode ser decorada em tons pastéis da moda. A estética tradwife tem uma influência significativa na decoração de casas.
Outros podem preferir uma aparência de retorno à natureza.

### Práticas
A chave para a identidade da tradwife é ser uma esposa ou mãe que fica em casa, envolvida com as diversas atividades de gestão doméstica, como cozinhar, limpar, cuidar das roupas e de plantas. Além disso, é dada atenção especial à importância da criação dos filhos.
Uma reportagem da revista America, uma publicação católica, também relatou que algumas esposas tradicionais católicas adotaram a prática de usar véus na missa, uma prática adotada por algumas mulheres católicas como um meio de reverência e empoderamento.
Um motivo sugerido para as críticas às tradwives, é que elas seriam vilipendiadas por parecerem viver na prática uma vida doméstica idealizada, enquanto a maioria dos usuários de mídia social só obtém uma aparência superficial (por exemplo, por meio da decisão de usar um vestido retrô ou comprar um item de cozinha da moda).

### Finanças
Algumas mulheres que se identificam como "tradwives" preferem uma divisão do trabalho em que o marido administre as finanças da família de forma mais ampla, enquanto elas se concentram em administrar a alimentação e consumíveis domésticos. Um exemplo de destaque é a canadense Cynthia Loewen, ex-Miss Terra do Canadá, que abandonou os planos de cursar medicina para se tornar dona de casa em tempo integral. Ela afirmou que se sente realizada com a organização do marido como provedor e ela como responsável pela casa, e que, como resultado, está "mais feliz".
No entanto, muitas das tradwives que são celebridades da internet e trabalham como influenciadoras digitais, ganham dinheiro fora de casa, além de administrar seus negócios nas redes sociais. Por exemplo, Hannah Neeleman administra negócios relacionados à alimentação com o marido, e Nara Smith é modelo profissional.

## Dados demográficos

### Balanço racial
Um número crescente de mulheres negras está adotando o conceito de casamento tradicional, não usando explicitamente o neologismo tradwife, mas, em vez disso, enquadrando sua identidade em um casamento "submisso" ou "bíblico". Essas mulheres negras argumentam que o casamento tradicional é a "chave para a libertação do excesso de trabalho, da insegurança econômica e do estresse de tentar sobreviver em um mundo hostil à nossa sobrevivência e existência". Essa perspectiva tem sido criticada por não levar em conta questões estruturais e sociais mais amplas do capitalismo ao estilo estadunidense.

### Orientação política
As mulheres tradicionais têm sido associadas ao movimento da direita alternativa. Outros pesquisadores identificaram uma ampla gama de visões políticas entre as mulheres tradicionais que, embora predominantemente conservadoras, variam do moderado ao extremista.
Apesar da ligação com ideologias de extrema direita, nem todas as tradwives endossam ideias extremas, e a ideologia não é parte integrante da subcultura. A famosa influenciadora britânica Alena Pettitt postou nas redes sociais em 2020 que estava "perplexa" com a "campanha de difamação" da mídia contra as tradwives, argumentando que todas elas estavam sendo injustamente associadas ao extremismo. Alguns comentaristas observaram que as pessoas deveriam evitar "denunciar todas as tradwives como extremistas de direita, responsabilizando-as por opiniões que podem não ter e demonizando o que é, para muitas mulheres, uma escolha extremamente pessoal".
Seyward Darby discutiu a estética da esposa tradicional em seu livro de 2020, "Sisters in Hate: American Women and White Extremism" (Irmãs no Ódio: Mulheres Americanas e Extremismo Branco), e compartilhou entrevistas com mulheres que se autodenominam tradicionais. Ela descobriu que algumas mulheres no movimento defendiam princípios da extrema direita política americana, incluindo supremacia branca, antissemitismo, populismo e outras crenças ultraconservadoras.

### Relação com o feminismo
A cultura tradwife tem uma relação complexa com o feminismo, sendo por vezes criticada ou apoiada por feministas. Alguns que seguem a estética tradwife sugerem que se trata de uma rejeição do feminismo em favor de um retorno a tempos e sistemas familiares mais simples.
Críticos frequentemente estipulam que as donas de casa tradicionais personificam o que foi descrito como "feminilidade tóxica" ou sexismo internalizado.

## Redes sociais
O movimento tradwife é uma subcultura baseada em redes sociais. Diversas plataformas, notadamente TikTok, Instagram e YouTube, são usadas para mercantilizar e disseminar as ideologias conservadoras que sustentam o movimento. Plataformas como Reddit e 4chan também são usadas para promover relacionamentos heterossexuais tradicionais. Estratégias de marketing de influência, a divulgação da vida privada e o uso contemporâneo das redes sociais promovem a comercialização da heteronormatividade tradicional e dos relacionamentos de gênero.
De acordo com uma pesquisa algorítmica conduzida pela Media Matters, o público de tradwives provavelmente também está assistindo a vídeos de teorias da conspiração, já que as recomendações de vídeos de conspiração aumentam conforme a audiência de tradwives.
O crescente sucesso das donas de casa contemporâneas é impulsionado pelo uso inteligente e ativo das mídias sociais e pelo posicionamento persistente como influenciadoras online. Vídeos como "Um dia na minha vida", que mostram atividades como cozinhar do zero, limpar a casa, cuidar dos filhos e preparar o almoço dos maridos que trabalham, defendem papéis de gênero nos quais o homem detém poder social e político, e as mulheres, em sua maioria, ficam confinadas ao lar como esposas e mães.